# Вьетнам на летних Олимпийских играх 2012
Вьетнам принимал участие в летних Олимпийских играх 2012 года, которые проходили в Лондоне (Великобритания) с 27 июля по 12 августа, где его представляли 18 спортсменов в одиннадцати видах спорта. Это была самая большая делегация Вьетнама на Олимпийских играх. На церемонии открытия Олимпийских игр флаг Вьетнама нёс фехтовальщик Нгуен Тьен Нят, а на церемонии закрытия — тхэквондист Ле Хюинь Тяу.
На летних Олимпийских играх 2012 Вьетнам не сумел завоевать ни одной олимпийской медали. На этой Олимпиаде команда Вьетнама была самой молодой в своей истории. В связи с этим большинство спортсменов впервые принимали участие в Олимпиадах.

## Состав и результаты

### Академическая гребля

#### Женщины
| Соревнование              | Спортсмены               | Квалификация | Квалификация | Квалификация | Утешительный раунд | Утешительный раунд | Утешительный раунд | Полуфинал      | Полуфинал      | Полуфинал      | Финал    | Финал   | Финал | Итоговое место |
| Соревнование              | Спортсмены               | Заезд        | Время        | Место        | Заезд              | Время              | Место              | Заезд          | Время          | Место          | Название | Время   | Место | Итоговое место |
| ------------------------- | ------------------------ | ------------ | ------------ | ------------ | ------------------ | ------------------ | ------------------ | -------------- | -------------- | -------------- | -------- | ------- | ----- | -------------- |
| Двойки парные, лёгкий вес | Фам Тхи Хай Фам Тхи Тхао | 3            | 7:40,06      | 5            | 1                  | 7:37,64            | 5                  | Не участвовали | Не участвовали | Не участвовали | C        | 7:51,82 | 4     | 16             |

### Бадминтон

#### Мужчины
| Соревнование     | Спортсмены      | Отборочный раунд                | Отборочный раунд           | Отборочный раунд | 1/8 финала           | Четвертьфинал        | Полуфинал            | Финал                | Место |
| Соревнование     | Спортсмены      | Соперники Результат             | Соперники Результат        | Место            | Соперник Результат   | Соперник Результат   | Соперник Результат   | Соперник Результат   | Место |
| ---------------- | --------------- | ------------------------------- | -------------------------- | ---------------- | -------------------- | -------------------- | -------------------- | -------------------- | ----- |
| Одиночный разряд | Нгуен Тьен Минь | Группа D                        | Группа D                   | Группа D         | Завершил выступление | Завершил выступление | Завершил выступление | Завершил выступление | 17    |
| Одиночный разряд | Нгуен Тьен Минь | BELЮ. Тан В 17:21, 21:14, 21:10 | INDП. Кашьяп П 9:21, 14:21 | 2                | Завершил выступление | Завершил выступление | Завершил выступление | Завершил выступление | 17    |

### Борьба

#### Женщины

##### Вольная борьба
| Соревнование | Спортсмены    | 1/16 финала        | 1/8 финала         | Четвертьфинал         | Полуфинал             | Финал                 | Место |
| Соревнование | Спортсмены    | Соперник Результат | Соперник Результат | Соперник Результат    | Соперник Результат    | Соперник Результат    | Место |
| ------------ | ------------- | ------------------ | ------------------ | --------------------- | --------------------- | --------------------- | ----- |
| до 48 кг     | Нгуен Тхи Луа | Не участвовала     | CANК. Хвин П 0:5   | Завершила выступление | Завершила выступление | Завершила выступление | 16    |

### Гимнастика

#### Спортивная гимнастика

##### Мужчины

###### Индивидуальные упражнения
| Соревнование        | Спортсмены    | Квалификация | Квалификация | Финал                | Финал                | Итоговое место |
| Соревнование        | Спортсмены    | Сумма        | Место        | Сумма                | Место                | Итоговое место |
| ------------------- | ------------- | ------------ | ------------ | -------------------- | -------------------- | -------------- |
| Кольца              | Фам Фыок Хынг | 14,433       | 40           | Завершил выступление | Завершил выступление | 40             |
| Параллельные брусья | Фам Фыок Хынг | 15,133       | 19           | Завершил выступление | Завершил выступление | 19             |

##### Женщины

###### Индивидуальные упражнения
| Соревнование        | Спортсмены         | Квалификация | Квалификация | Финал                 | Финал                 | Итоговое место |
| Соревнование        | Спортсмены         | Сумма        | Место        | Сумма                 | Место                 | Итоговое место |
| ------------------- | ------------------ | ------------ | ------------ | --------------------- | --------------------- | -------------- |
| Опорный прыжок      | Фан Тхи Ха Тхань   | 12,466       | 71           | Завершила выступление | Завершила выступление | 71             |
| Вольные упражнения  | Фан Тхи Ха Тхань   | 13,533       | 12           | Завершила выступление | Завершила выступление | 12             |
| Разновысокие брусья | До Тхи Нган Тхыонг | 11,466       | 73           | Завершила выступление | Завершила выступление | 73             |
| Бревно              | До Тхи Нган Тхыонг | 11,966       | 90           | Завершила выступление | Завершила выступление | 90             |

### Дзюдо

#### Женщины
| Соревнование | Спортсмены  | 1/16 финала               | 1/8 финала            | Четвертьфинал         | Полуфинал             | Финал                 | Место |
| Соревнование | Спортсмены  | Соперник Результат        | Соперник Результат    | Соперник Результат    | Соперник Результат    | Соперник Результат    | Место |
| ------------ | ----------- | ------------------------- | --------------------- | --------------------- | --------------------- | --------------------- | ----- |
| до 48 кг     | Ван Нгок Ту | BRAС. Менезес П 0002:0021 | Завершила выступление | Завершила выступление | Завершила выступление | Завершила выступление | 17    |

### Лёгкая атлетика

#### Женщины

##### Шоссейные виды
| Соревнование    | Спортсмены          | Результат | Место |
| --------------- | ------------------- | --------- | ----- |
| Ходьба на 20 км | Нгуен Тхи Тхань Фук | 1:33:36   | 36    |

##### Технические виды
| Соревнование    | Спортсмены         | Квалификация | Квалификация | Финал                 | Финал                 |
| Соревнование    | Спортсмены         | Результат    | Место        | Результат             | Место                 |
| --------------- | ------------------ | ------------ | ------------ | --------------------- | --------------------- |
| Прыжки в высоту | Зыонг Тхи Вьет Ань | 1,80         | 29           | Завершила выступление | Завершила выступление |

### Плавание

#### Женщины
| Соревнование                     | Спортсмены         | Отборочный раунд | Отборочный раунд | Отборочный раунд | Полуфинал             | Полуфинал             | Полуфинал             | Финал                 | Финал                 | Итоговое место |
| Соревнование                     | Спортсмены         | Заплыв           | Результат        | Место            | Заплыв                | Результат             | Место                 | Результат             | Место                 | Итоговое место |
| -------------------------------- | ------------------ | ---------------- | ---------------- | ---------------- | --------------------- | --------------------- | --------------------- | --------------------- | --------------------- | -------------- |
| 200 метров на спине              | Нгуен Тхи Ань Вьен | 1                | 2:13,35          | 1                | Завершила выступление | Завершила выступление | Завершила выступление | Завершила выступление | Завершила выступление | 26             |
| 400 метров комплексным плаванием | Нгуен Тхи Ань Вьен | 1                | 4:50,32          | 1                | Не проводится         | Не проводится         | Не проводится         | Завершила выступление | Завершила выступление | 28             |

### Стрельба

#### Мужчины
| Соревнование                       | Спортсмены      | Квалификация | Квалификация | Финал                | Финал                | Итоговое место |
| Соревнование                       | Спортсмены      | Очки         | Место        | Очки                 | Место                | Итоговое место |
| ---------------------------------- | --------------- | ------------ | ------------ | -------------------- | -------------------- | -------------- |
| Пневматический пистолет, 10 метров | Хоанг Суан Винь | 582          | 9            | Завершил выступление | Завершил выступление | 9              |
| Пистолет, 50 метров                | Хоанг Суан Винь | 563          | 4            | 658,5                | 4                    | 4              |

#### Женщины
| Соревнование                       | Спортсмены        | Квалификация | Квалификация | Финал                 | Финал                 | Итоговое место |
| Соревнование                       | Спортсмены        | Очки         | Место        | Очки                  | Место                 | Итоговое место |
| ---------------------------------- | ----------------- | ------------ | ------------ | --------------------- | --------------------- | -------------- |
| Пневматический пистолет, 10 метров | Ле Тхи Хоанг Нгок | 379          | 21           | Завершила выступление | Завершила выступление | 21             |
| Пистолет, 25 метров                | Ле Тхи Хоанг Нгок | 574          | 32           | Завершила выступление | Завершила выступление | 32             |

### Тхэквондо

#### Мужчины
| Соревнование | Спортсмены   | 1/8 финала          | Четвертьфинал        | Полуфинал            | Утешительный раунд   | Утешительный раунд   | Финал                | Место |
| Соревнование | Спортсмены   | 1/8 финала          | Четвертьфинал        | Полуфинал            | Первый раунд         | Бой за 3-е место     | Финал                | Место |
| Соревнование | Спортсмены   | Соперник Результат  | Соперник Результат   | Соперник Результат   | Соперник Результат   | Соперник Результат   | Соперник Результат   | Место |
| ------------ | ------------ | ------------------- | -------------------- | -------------------- | -------------------- | -------------------- | -------------------- | ----- |
| до 58 кг     | Ле Хюинь Тяу | TPEВэй Чен-ян П 1:5 | Завершил выступление | Завершил выступление | Завершил выступление | Завершил выступление | Завершил выступление | 11    |

#### Женщины
| Соревнование | Спортсмены         | 1/8 финала         | Четвертьфинал         | Полуфинал             | Утешительный раунд    | Утешительный раунд    | Финал                 | Место |
| Соревнование | Спортсмены         | 1/8 финала         | Четвертьфинал         | Полуфинал             | Первый раунд          | Бой за 3-е место      | Финал                 | Место |
| Соревнование | Спортсмены         | Соперник Результат | Соперник Результат    | Соперник Результат    | Соперник Результат    | Соперник Результат    | Соперник Результат    | Место |
| ------------ | ------------------ | ------------------ | --------------------- | --------------------- | --------------------- | --------------------- | --------------------- | ----- |
| до 67 кг     | Тю Хоанг Зьеу Линь | GERХ. Фромм П 1:13 | Завершила выступление | Завершила выступление | Завершила выступление | Завершила выступление | Завершила выступление | 11    |

### Тяжёлая атлетика

#### Мужчины
| Соревнование | Спортсмены       | Рывок     | Рывок | Толчок    | Толчок | Всего | Место |
| Соревнование | Спортсмены       | Результат | Место | Результат | Место  | Всего | Место |
| ------------ | ---------------- | --------- | ----- | --------- | ------ | ----- | ----- |
| до 56 кг     | Чан Ле Куок Тоан | 125       | 6     | 159       | 2      | 284   | 4     |

#### Женщины
| Соревнование | Спортсмены     | Рывок     | Рывок | Толчок    | Толчок | Всего | Место |
| Соревнование | Спортсмены     | Результат | Место | Результат | Место  | Всего | Место |
| ------------ | -------------- | --------- | ----- | --------- | ------ | ----- | ----- |
| до 53 кг     | Нгуен Тхи Тхюи | 85        | 8     | 110       | 7      | 195   | 8     |

### Фехтование

#### Мужчины
| Соревнование | Спортсмены     | 1/16 финала            | 1/8 финала           | Четвертьфинал        | Полуфинал            | Финал                | Место |
| Соревнование | Спортсмены     | Соперник Результат     | Соперник Результат   | Соперник Результат   | Соперник Результат   | Соперник Результат   | Место |
| ------------ | -------------- | ---------------------- | -------------------- | -------------------- | -------------------- | -------------------- | ----- |
| Шпага        | Нгуен Тьен Нят | KAZЭ. Алимжанов П 9:15 | Завершил выступление | Завершил выступление | Завершил выступление | Завершил выступление | 29    |